# Miss Tierra 2007
Miss Tierra 2007 fue la 7.ª edición del concurso de belleza Miss Tierra, se celebró el 11 de noviembre de 2007 en el Teatro de la Universidad de Filipinas en Ciudad Quezón, Filipinas. Los delegados también visitaron Nha Trang, Vietnam. 88 participantes de todo el mundo compitieron por el título, por lo que 2007 fue la edición con mayor número de participantes para Miss Tierra. El concurso fue conducido por el VJ de MTV Asia Greg Uttsada Panichkul, Priscilla Meirelles y Ginger Conejero. Miss Tierra 2006, Hil Hernández de Chile, coronó su sucesora Jessica Trisko de Canadá.
India ganó su segundo título consecutivo de Miss Aire. Silvana Santaella de Venezuela fue proclamada Miss Agua. También ganó dos premios especiales: Mejor en traje de baño y mejor en Vestido de noche, en cambio Ángela Gómez de España quedó en 4.º lugar como Miss Fuego. Bokang Montjane de Sudáfrica quedó en el top 16 semifinalistas y recibió el premio «Belleza por una causa». Montjane se convirtió en la segunda merecedora de este premio, después de que Vida Samadzai de Afganistán ganó el primer premio de belleza por una Causa en el 2003.

## Resultados
| Resultados finales        | Finalistas |
| ------------------------- | --- |
| Miss Tierra 2007          | - Canadá - Jessica Trisko |
| Miss Tierra - Aire 2007   | - India - Pooja Chitgopekar |
| Miss Tierra - Agua 2007   | - Venezuela - Silvana Santaella |
| Miss Tierra - Fuego 2007  | - España - Ángela Gómez |
| Semifinalistas (Top 8)    | - Georgia - Nanka Mamasakhlisi - Perú - Odilia García - Suiza - Stefanie Gossweiler - Tailandia - Jiraporn Sing-ieam |

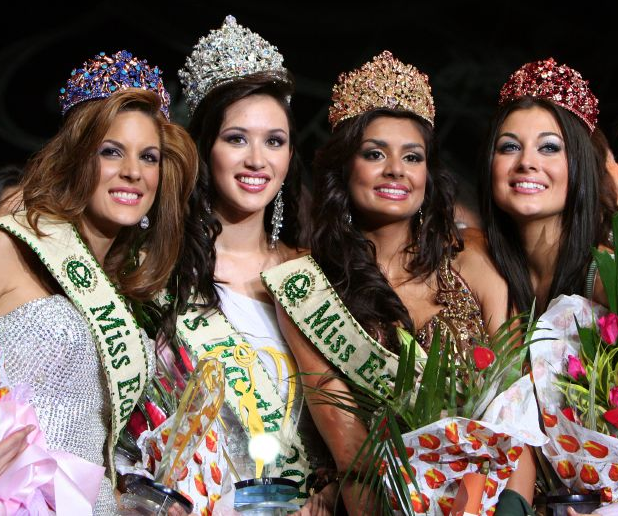
Miss Tierra 2007 y las finalistas (Fuego, Aire y Agua).

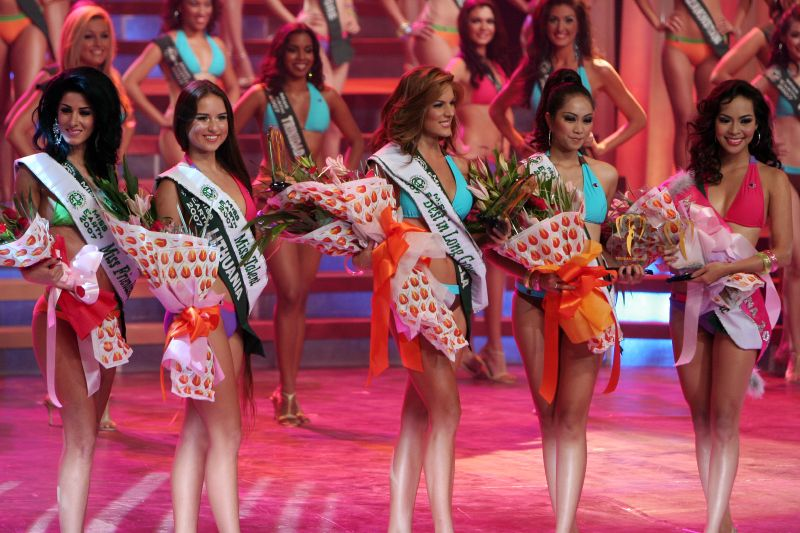
Premiaciones Especiales de Miss Tierra 2007: Líbano (Miss Simpatía), Lituania (Miss Talento), Venezuela (Mejores Traje de Baño y Vestido de Noche), Tailandia (Mejor Traje Nacional), y Filipinas (Miss Fotogénica).

| Cuartofinalistas (Top 16) | - República Checa - Eva Čerešňáková - República Dominicana - Themys Febriel - Líbano - Amale Al-Khoder - Martinica - Élodie Delor - Nigeria - Stacey Garvey - Rumania - Alina Gheorge - Sudáfrica - Bokang Montjane - Suecia - Ivana Gagula |

### Premios especiales
| Premio                    | Candidata                         |
| ------------------------- | --------------------------------- |
| Miss Fashion              | - Vietnam - Trương Tri Trúc Diễm  |
| Belleza por una Causa     | - Sudáfrica - Bokang Montjane     |
| Mejor en Traje Nacional   | - Tailandia - Jiraporn Sing-ieam  |
| Mejor en Traje de Baño    | - Venezuela - Silvana Santaella   |
| Mejor en Vestido de Noche | - Venezuela - Silvana Santaella   |
| Miss Simpatía             | - Líbano - Amale Al-Khoder        |
| Miss Fotogénica           | - Filipinas - Jeanne Angeles Harn |
| Miss Talento              | - Lituania - Monica Baliunaite    |

### Respuesta ganadora
- Pregunta final de Miss Tierra 2007: «¿Cómo describiría usted la belleza de la Madre Tierra a un niño ciego?»
- Respuesta de Miss Tierra 2007: «Yo diría que la belleza de la madre naturaleza huele tan dulce como la rosa más dulce... que la belleza de la madre naturaleza se siente tan suave como las hojas más suaves... y, que la belleza de la madre naturaleza canta como los pájaros en los árboles». - Jessica Trisko (Canadá).

## Panel de jueces
- Andrea Mastellone (Gerente general de Traders Hotel Manila).
- Nguyễn Công Khế (Editor en Jefe, «Thanh Nien Noticias»).
- Jose Ramon Olives (Periodista, Vicepresidente del canal de televisión ABS-CBN).
- Arch. Nestor Mangio (Presidente de Clark International Airport Corporation).
- Hong Jin (Gerente regional de Korean Air en Filipinas).
- Crystal Jacinto (Honorable Presidenta de Kalikasan Fun Bike y presidenta de Philippines Foundation for Tomorrow's Good Children Inc.
- General Manuel Roxas (Philippine Amusement and Gaming Corporation).
- Tiziano Ceccarani (Cabeza de OE Fusiones y Adquisiciones).
- Dawn Zulueta (Galardonada actriz de televisión).
- Purissima Benitez Jahannot (Directora Adjunta y Jefa de Conservación).

## Candidatas
Listas de países y sus representantes que participaron en Miss Tierra 2007.
| - Albania - Shpresa Vitia - Alemania - Sinem Ramazanoglu - Argentina - María Antonella Tognolla - Australia - Victoria Louise Stewart - Bahamas - Sharon Eula Rolle - Bélgica - Melissa Cardaci - Belice - Leilah Pandy - Bolivia - Carla Loreto Fuentes Rivero - Bosnia y Herzegovina - Dzenita Dumpor - Botsuana - Millicent Ollyn - Brasil - Patrícia Andrade - Camerún - Pauline Marcelle Kack - Canadá - Jessica Trisko - China - Yu Peipei - Colombia - Mileth Johana Agámez - Corea del Sur - Yoo Ji-eun - Costa Rica - Natalia Salas Mattey - Cuba - Ariana Barouk - Dinamarca - Trine Lundgaard Nielsen - Ecuador - Verónica Ochoa Crespo - El Salvador - Julia Ayala - Eslovaquia - Barbora Palovičová - Eslovenia - Tanja Trobec - España - Ángela Gómez - Estados Unidos - Lisa Forbes - Etiopía - Nardos Tafese - Fiyi - Minal Maneesha Ali - Filipinas - Jeanne Angeles Harn - Finlandia - Anna Pohtimo - Francia - Alexandra Gaguen - Gales - Sarah Fleming - Georgia - Nanka Mamasakhlisi - Ghana - Diana Naa Blankson - Guadalupe - Virgine Mulia - Guatemala - Jessica María Scheel - Hong Kong - Fan Miao-Meng - India - Pooja Chitgopekar - Indonesia - Artri Sulistyowati - Inglaterra - Clair Cooper - Irlanda del Norte - Aine Gormley - Islandia - Katrín Dögg Sigurdardóttir - Islas Vírgenes de los Estados Unidos - Je T'aime Cerge - Israel - Mor Donay - Italia - Bernadette Mazzù | - Japón - Ryoko Tominaga - Kazajistán - Zhazira Nurkhodjaeva - Kenia - Volen Auma Owenga - Letonia - Ilze Jankovska - Líbano - Amale Al-Khoder - Liberia - Telena Cassell - Lituania - Monika Baliunaite - Macao - Zhang Xiao-Yu - Malasia - Dorkas Cheok - Martinica - Élodie Delor - México - María Fernanda Cánovas - Nepal - Bandana Sharma - Nicaragua - Iva Grijalva Pashova - Nigeria - Stacey Garvey - Niue - Shevalyn Maika - Noruega - Margaret Paulin Hauge - Nueva Zelanda - Claire Kirby - Países Bajos - Milou Verhoeks - Paraguay - Griselda Quevedo - Perú - Odilia García - Polonia - Barbara Tatara - República Checa - Eva Čerešňáková - República del Congo - Maurielle Massamba - República Dominicana - Themys Febriel - Rumania - Alina Gheorge - Sierra Leona - Theresa Turay - Sudáfrica - Bokang Montjane - Santa Lucía - Oneka McKoy - Surinam - Safyra Duurham - Suecia - Ivana Gagula - Suiza - Stefanie Gossweiler - Tailandia - Jiraporn Sing-ieam - Taiwán - Sonya Lee - Tanzania - Angel Kileo - Tíbet - Tenzin Dolma - Trinidad y Tobago - Carleen Ramlochansingh - Turcas y Caicos - Tameka Deveaux - Ucrania - Galyna Andreeva - Uganda - Hellen Karungi - Venezuela - Silvana Santaella - Vietnam - Trương Tri Trúc Diễm - Zambia - Sphiwe Benasho - Zimbabue - Nyome Omar |

## Galería

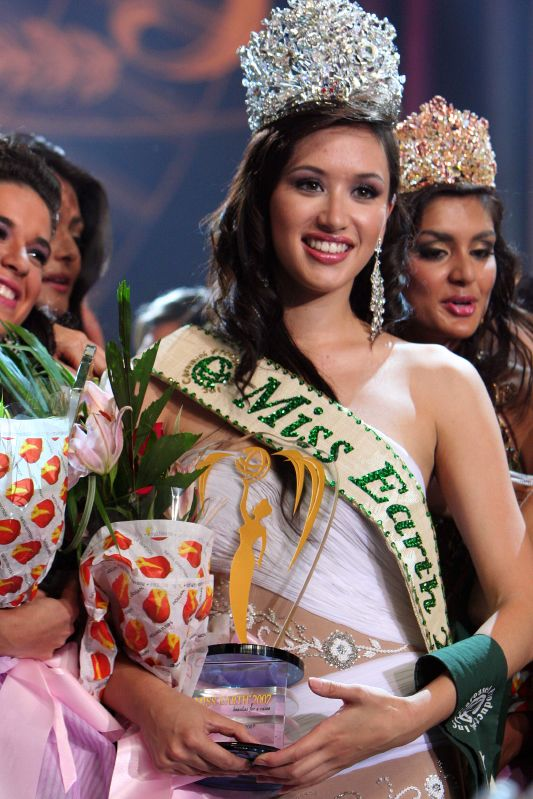
Jessica Trisko Miss Canadá y Miss Tierra 2007
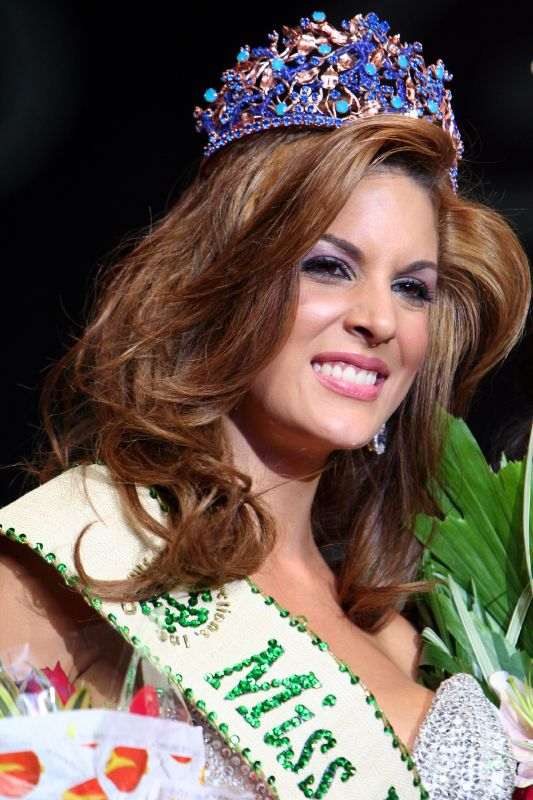
Silvana Santaella Miss Venezuela y Miss Agua 2007
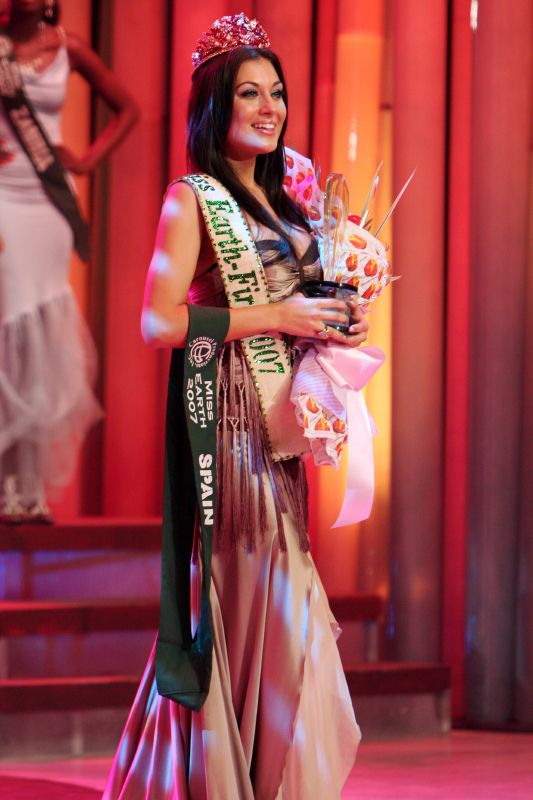
Ángela Gómez Miss España y Miss Fuego 2007
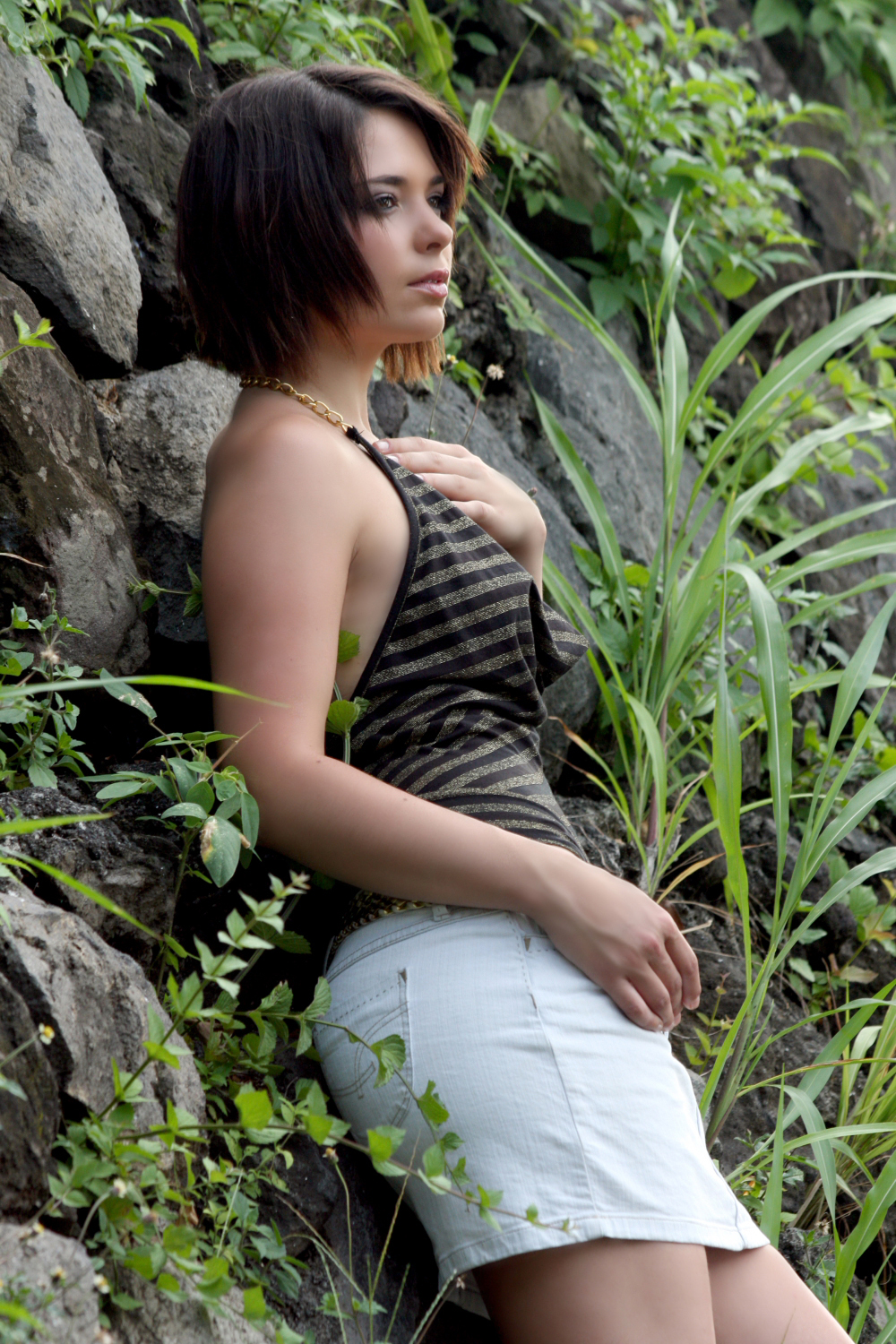
Stefanie Gossweiler Miss Suiza y Finalista en Miss Tierra 2007
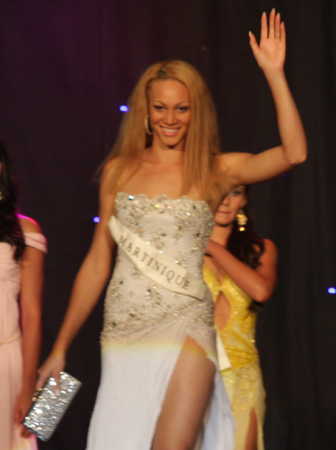
Élodie Delor Miss Martinica y Semifinalista en Miss Tierra 2007
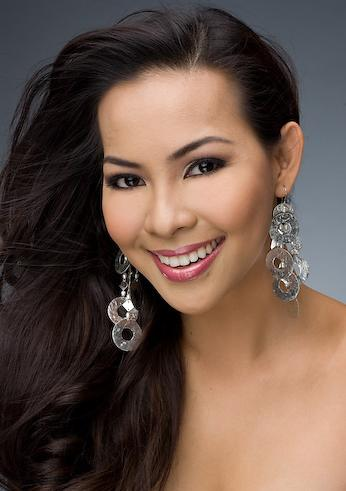
Jeanne Harn Miss Filipinas y Miss Talento en Miss Tierra 2007
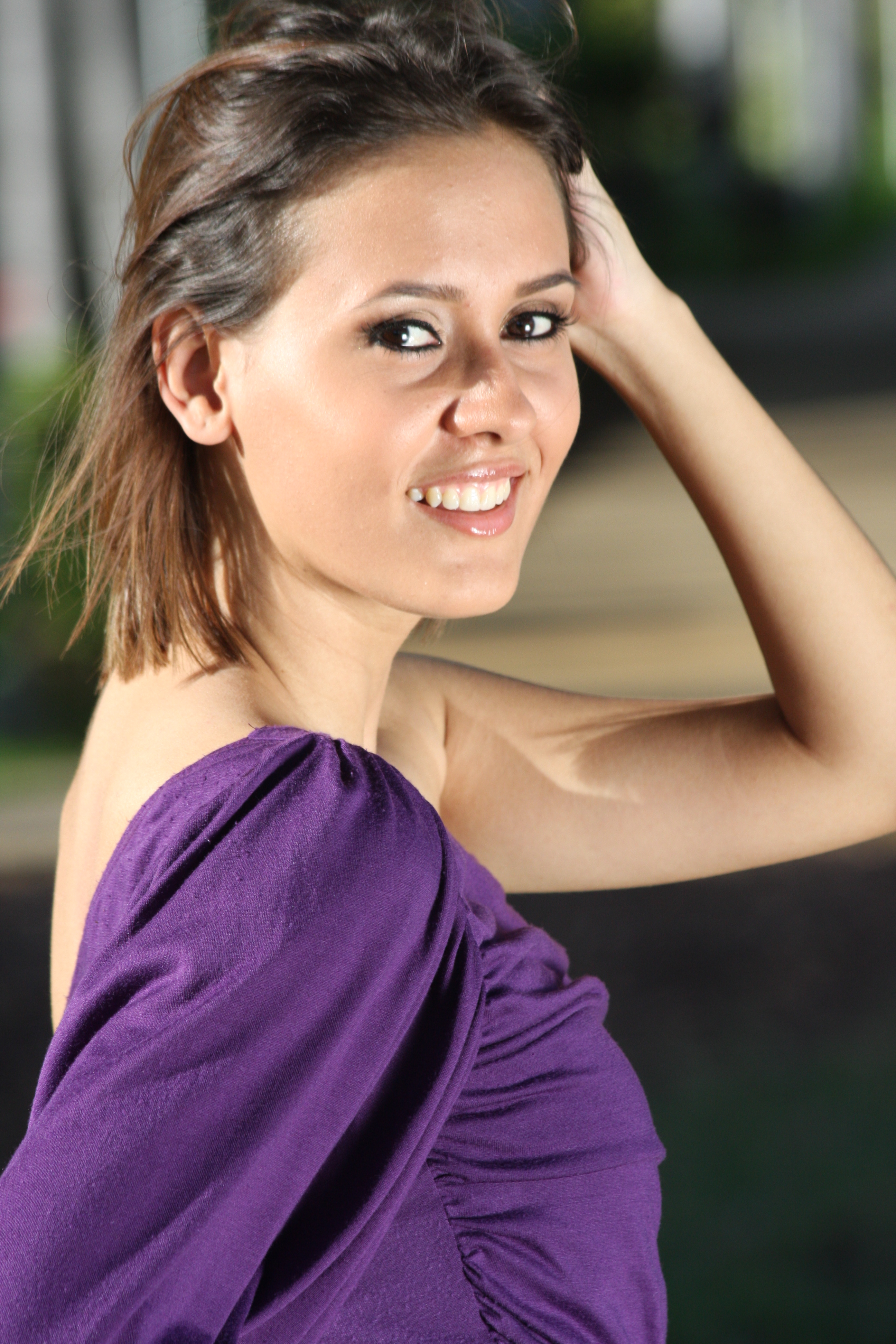
Iva Grijalva Pashova Miss Nicaragua en Miss Tierra 2007

## Acerca de las naciones participantes

### Debut
- Belice
- Cuba
- Fiyi
- Irlanda del Norte
- Islandia
- Islas Vírgenes de los Estados Unidos
- República del Congo
- Sierra Leona
- Surinam
- Zimbabue

### Regresos
- Kazajistán que compitió por última vez en 2001.
- Uganda que compitió por última vez en 2002.
- Eslovenia que compitió por última vez en 2003.
- Trinidad y Tobago que compitió por última vez en 2004.
- Camerún, Colombia, Hong Kong, Israel, Letonia, Macao, Niue y Zambia que compitieron por última vez en 2005.

### Reemplazos
- Tanzania: Kelly Kampton fue reemplazada por Angel Kileo.

## Acerca de las candidatas
- Leilah Pandy de Belice compitió en Miss Universo 2004.
- Je T'aime Cerge de Islas Vírgenes de los Estados Unidos compitió en Miss Universo 2006.
- Barbara Tatara de Polonia compitió en Miss Universo 2008.
- Odilia García de Perú compitió en Miss Mundo 2011.
- Clair Cooper de Inglaterra compitió en Miss Universo 2009 como representante de Gran Bretaña.[5]
- Jessica Scheel de Guatemala compitió en Miss Universo 2010 quedando en el top 10.[6]
- Bokang Montjane de Sudáfrica compitió en Miss Universo 2011[7] y Miss Mundo 2011, en el último quedando en el top 7.
- Trine Lundgaard Nielsen de Dinamarca compitió en Miss Mundo 2005.
- Sarah Fleming de Gales compitió en Miss Mundo 2006.
- Angel Kileo de Tanzania compitió en Miss Internacional 2006.
- Claire Kirby de Nueva Zelanda y Trương Tri Trúc Diễm de Vietnam compitieron en Miss Internacional 2011, sin embargo solo la vietnamita clasificó en el top 15.
- Minal Maneesha Ali de Fiyi, Alexandra Gaguen de Francia y Shevalyn Maika de Niue compitieron en Miss Turismo Internacional 2007.
- Jessica Trisko compitió en Miss Universo Canadá 2007.